# IC 2604
IC 2604 је спирална галаксија у сазвјежђу Мали лав која се налази на листи објеката дубоког неба у Индекс каталогу.
Деклинација објекта је + 32° 46' 21" а ректасцензија 10h 49m 25,0s. Привидна величина (магнитуда) објекта IC 2604 износи 14,2 а фотографска магнитуда 14,8. IC 2604 је још познат и под ознакама UGC 5927, MCG 6-24-16, CGCG 184-17, VV 538, KUG 1046+330, PGC 32390.